# بئر لحلو
البئر الحلو وبتخفيف الهمزة البير الحلو قريةٌ وواحة في شمال غرب الصحراء الغربية، على بعد 236 كم من السمارة، بالقرب من الحدود الموريتانية وشرق الجدار الرملي، في الإقليم مسيطر عليه جبهة البوليساريو. يوجد به مستوصف ومدرسة ومسجد. وهي مركز المنطقة العسكرية الخامسة للجمهورية العربية الصحراوية الديمقراطية ، وكانت العاصمة المؤقتة الفعلية للجمهورية الصحراوية حتى أصبحت تيفاريتي عاصمة مؤقتة في عام 2008. 

## توأمة
لبئر لحلو اتفاقيات توأمة مع كل من:
- كامبي بيزنسيو
- مونتيروني دارابيا
- براتو
- مونتيمورلو

## أعلام
- مصطفى السيد